# Willem Taillefer
Willem Taillefer , (- 6 augustus 962) was de zoon en opvolger van graaf Alduin I van Angoulême (in de nummering van graven van Angoulême wordt hij gerangschikt als Willem II omdat hij in zijn familie ook effectief de tweede Willem was - de eerste Willem was Willem I van Périgord).
Zijn bijnaam Taillefer (sector ferri) verkreeg hij doordat hij in een gevecht tegen de Noormannen hun koning Storis, niettegenstaande zijn harnas, met één sabelhouw in tweeën zou gesplitst hebben. Willems nageslacht zou de bijnaam blijven dragen.
Volgens de kronieken was hij een zeer geliefd vorst. Niet duidelijk is of hij effectief tot zijn dood heeft geheerst. Vanaf 945 is immers sprake van de tak-Périgord die ook in Angoulême schijnen geheerst te hebben. Hij stierf in 962 en liet geen wettige erfgenamen na, wel onwettige waarvan één, Arnold(II), later het graafschap zou bekomen.